# Echinococcus oligarthrus
Echinococcus oligarthrus – gatunek tasiemca (Cestoda) z rzędu Cyclophyllidea. Pasożyt wewnętrzny jelita cienkiego pumy i jaguara (żywiciele ostateczne postaci dorosłej), a także mięśni i innych narządów aguti oraz człowieka (żywiciele pośrednie larw), jeden z kilku gatunków wywołujących chorobę zwaną bąblowicą (echinokokoza, łac. echinococcosis cystica). Jego larwa dorosła prawdopodobnie może pasożytować również w organizmach innych gryzoni, natomiast postać dorosła u innych kotowatych (eksperymentalnie udało się zainfekować kota domowego). Przypadki zakażenia tym tasiemcem miały miejsce w Wenezueli i Brazylii.
Dojrzały osobnik ma 2,2–2,9 mm długości. Jego taśma (strobila) składa się wyłącznie z 3 proglotydów (członów): jałowego, hermafrodytycznego oraz macicznego. Larwy (onkosfery) są zazwyczaj wielokomorowe. 